# Кыуан
Кыуан (вьет. Cửu An) — община в городе Анкхе, провинция Зялай, Вьетнам.

## Природные условия
Коммуна Кыуан имеет площадь 19,98 км². Рельеф холмистый, высота над уровнем моря от 430 до 590 м, в среднем 510 м, уклон с востока на запад. Крупных рек на территории общины нет.
Климат промежуточный между климатом прибрежных равнин и горного плато, двухсезонный, сухой сезон начинается в феврале, сезон дождей — в августе.

## Население
Население в 2009 г. составляло 3660 человек.
По официальным данным на 2018 год, в общине проживало 3945 человек, из них трудоспособного населения — 2723 человек. Население распределено по 933 домохозяйствам.

## Примечание
1. ↑  GEOnet Names Server — 2018.
2. ↑  02/NĐ-CP (2009)
3. 1 2 3  UBND xã Cửu An Thị thị xã An Khê tỉnh Gia Lai (вьет.). ankhe.gialai.gov.vn. Архивировано 10 июля 2018 года.
4. ↑  Mã số đơn vị hành chính Việt Nam. Bộ Thông tin & Truyền thông. Дата обращения: 10 апреля 2012. Архивировано 24 марта 2013 года.